# 中原淳
中原 淳（なかはら じゅん、1975年 - ）は、立教大学経営学部教授。
「大人の学びを科学する」をテーマに、企業における人材開発・組織開発について研究している。

## 経歴
- 1975年　北海道旭川市生まれ
- 1994年　北海道旭川東高等学校卒業
- 1998年　東京大学教育学部卒業
- 2000年　大阪大学大学院人間科学研究科修士課程修了
- 2001年　大阪大学大学院人間科学研究科博士課程中途退学
- 2001年　文部科学省大学共同利用機関メディア教育開発センター助手
- 2003年　大阪大学より博士（人間科学）の学位を取得
- 2004年　マサチューセッツ工科大学客員研究員
- 2005年　東京大学大学総合教育研究センター講師
- 2006年　東京大学大学総合教育研究センター助教授
- 2007年　東京大学大学総合教育研究センター准教授
- 2007年　東京大学大学院学際情報学府准教授(兼任)
- 2018年4月　立教大学経営学部教授、ビジネスリーダーシッププログラム（BLP）主査（〜19年）
- 2018年4月　立教大学経営学部リーダーシップ研究所　副所長（〜24年）
- 2018年4月　立教大学大学院 経営学研究科 リーダーシップ開発コース 主査（〜24年）
- 2021年3月　文部科学省・中央教育審議会・特別部会・臨時委員（〜22年）

## 研究活動
- 企業との産学共同研究のかたちで、研修開発、ワークショップ開発、組織診断ツール開発、教材開発などの開発研究を行う。
- 東京五輪が開催される2020年に向けて、アルバイト・パート人材の大幅な需要増加が見込まれる中、従来のアルバイト・パートの採用計画や採用手法、店舗マネジメント手法等を抜本的に見直し、新たな施策の検討・実行をする必要があると考え人材派遣会社テンプホールディングスと共同研究（人手不足の課題解決に向けた実態調査）。[2]

## 著書

### 単著
- 『職場学習論：仕事の学びを科学する』東京大学出版会、2010年
- 『知がめぐり、人がつながる場のデザイン：働く大人が学び続ける”ラーニングバー”というしくみ』英治出版、2011年
- 『経営学習論：人材育成を科学する』東京大学出版会、2012年
- 『研修開発入門：会社で「教える」、競争優位を「つくる」』ダイヤモンド社、2014年
- 『駆け出しマネジャーの成長論：7つの挑戦課題を「科学」する』中央公論新社、2014年
- 『フィードバック入門：耳の痛いことを伝えて部下と職場を立て直す技術』PHP研究所、2017年
- 『マンガでやさしくわかる部下の育て方』日本能率協会マネジメントセンター、2017年
- 『はじめてのリーダーのための 実践！ フィードバック：耳の痛いことを伝えて部下と職場を立て直す』PHP研究所、2017年
- 『働く大人のための「学び」の教科書』かんき出版、2018年
- 『サーベイ・フィードバック入門ー「データと対話」で職場を変える技術』、PHP研究所、2020年
- 『増補改訂版 経営学習論：人材育成を科学する』東京大学出版会、2021年
- 『話し合いの作法』PHP研究所、2022年
- 『人材開発・組織開発コンサルティング』ダイヤモンド社、2024年
- 『増補改訂版 フィードバック入門』PHP研究所、2025年

### 共著
- 中原 淳、長岡 健『ダイアローグ：対話する組織』ダイヤモンド社、2009年
- 中原 淳、金井 壽宏『リフレクティブ・マネジャー：一流はつねに内省する』光文社、2009年
- 高尾 隆、中原 淳『Learning × Performance：インプロする組織――予定調和を超え、日常をゆさぶる』三省堂、2012年
- 上田 信行、中原 淳『プレイフル・ラーニング』三省堂、2012年
- 本間 浩輔、中原 淳『会社の中はジレンマだらけ：現場マネジャー「決断」のトレーニング』光文社、2016年
- 中原 淳、パーソルグループ『アルバイト・パート[採用・育成]入門：「人手不足」を解消し、最高の職場をつくる』ダイヤモンド社、2016年
- 浜屋 祐子、中原 淳『育児は仕事の役に立つ：「ワンオペ育児」から「チーム育児」へ』光文社、2017年
- 為末 大、中原 淳『仕事人生のリセットボタン：転機のレッスン』筑摩書房、2017年
- 田中 聡、中原 淳『「事業を創る人」の大研究』クロスメディア・パブリッシング（インプレス）、2018年
- 中原 淳、トーマツイノベーション『女性の視点で見直す人材育成』ダイヤモンド社、2018年
- 中原 淳、中村和彦　『組織開発の探究』ダイヤモンド社、2018年
- 中原淳、島村公俊、鈴木英智佳、関根雅泰　『研修開発入門 「研修転移」の理論と実践』、2018年
- 中原 淳、パーソル総合研究所『残業学』光文社、2019年
- 赤坂真二、内田良、小川雅裕、加固希支男、川上康則、川越豊彦、喜名朝博、黒崎洋、酒井朗、末冨芳、副島賢和、田村学、津崎哲郎、土居正博、苫野一徳、中原淳、奈須正裕、萩原聡、初川久美子、放課後NPOアフタースクール、堀田龍也、前馬優策、山口晃弘、山中ともえ、渡邉正樹　『ポスト・コロナショックの学校で教師が考えておきたいこと』、東洋館出版社、2020年
- 岩瀬直樹、西郷孝彦、石川晋、中原淳、藤原和博、秋田喜代美、赤沢早人、石井英真、奈須正裕、田村学、溝上慎一、稲垣忠、平井聡一郎、平川理恵、梶谷真司、新保元康、木村泰子、山本宏樹、住田昌治、妹尾昌俊、市川力、小髙美恵子（著）、教職研修編集部（編）　『ポスト・コロナの学校を描く』、教育開発研究所、2020年
- 中原淳・田中聡　チームワーキング　日本能率協会マネジメントセンター、2021年
- 中原淳・パーソル総合研究所・小林祐司　『働くみんなの必修科目「転職学」講義、KADOKAWA出版、2021年
- 井上義和・牧野智和編、中野民夫・中原淳・中村和彦・田村哲樹・小針誠・元濱奈穂子（著）　ファシリテーションとは何かーコミュニケーション幻想を超えて』. ナカニシヤ出版、2022年
- 河出書房新社（編）河野哲也・永江朗・サンキュータツオ・寺嶋由芙・西成活裕・横山明日希・桜井進・山崎圭一・奥村薫・本郷和人・池上彰・篠原かをり・森田正光・全卓樹・葉一・新井リオ・今井宏・金原瑞人・末永幸歩・小島綾野・宮元あみ・ギャル電・はしかよこ・中原淳（著）『嫌いな教科を好きになる方法、教えてください！』の中の１節「問いを生きる」河出書房新社, p226-236, 2022年
- 中原淳・関根雅泰・島村公俊・林博之(著)　『研修評価」の教科書ー数字と物語で経営・現場を変える.』 ダイヤモンド社, 2022年
- 堀尾志保・中原淳（2024）リーダーシップ・シフト. 日本能率協会マネジメントセンター
- 田中聡・中原淳・「日本の人事部」編集部（2024）シン・人事の大研究 人事パーソンの学びとキャリアを科学する. ダイヤモンド社
- 中原 淳, パーソル総合研究所, ベネッセ教育総合研究所（2025） 学びをやめない生き方入門.  テオリア／フォレスト出版

### 編集
- 『企業内人材育成入門』ダイヤモンド社、2006年
- 『職場学習の探究：企業人の成長を考える実証研究』生産性出版、2012年
- 中原 淳、溝上 慎一『活躍する組織人の探究：大学から企業へのトランジション』東京大学出版会、2014年
- 『人事よ、ススメ!：先進的な企業の「学び」を描く「ラーニングイノベーション論」の12講』碩学舎、2015年
- 舘野 泰一、中原 淳『アクティブトランジション：働くためのウォーミングアップ』三省堂、2016年
- 中原 淳、日本教育研究イノベーションセンター『アクティブ・ラーナーを育てる高校：アクティブ・ラーニングの実態と最新実践事例』学事出版、2016年
- 中原 淳（編著）『人材開発研究大全』東京大学出版会、2017年
- 山辺 恵理子、木村 充、中原 淳『ひとはもともとアクティブ・ラーナー!：未来を育てる高校の授業づくり』北大路書房、2017年
- 齊藤光弘・中原淳（編著） 東南裕美・柴井伶太・佐藤聖（著）　『M&A後の組織・職場づくり入門：「人と組織」にフォーカスした企業合併をいかに進めるか』. ダイヤモンド社、2022年

### 監修
- 脇本 健弘、町支 大祐（編著）、中原淳（監修）『教師の学びを科学する：データから見える若手の育成と熟達のモデル』北大路書房、2015年
- 舘野泰一 ・高橋 俊之（編著）、中原淳（監修）『リーダーシップ教育のフロンティア【研究編】高校生・大学生・社会人を成長させる「全員発揮のリーダーシップ」』北大路書房、2018年
- 高橋 俊之・舘野泰一 （編著）、中原淳（監修）『リーダーシップ教育のフロンティア【実践編】: 高校生・大学生・社会人を成長させる「全員発揮のリーダーシップ」』北大路書房、2018年
- 辻和洋、町支大祐 （編著）、中原淳（監修）『データから考える教師の働き方入門』毎日新聞出版、2019年
- 中原淳監修、 田中智輝・村松灯・高崎美佐編著　学校が「とまった」日―ウィズ・コロナの学びを支える人々の挑戦、東洋館出版社、2020年
- 辻和洋・町支大祐（編著)、中原淳(監修)　データから考える教師の働き方入門、毎日新聞社、2019年

## 社会活動
- 特定非営利活動法人 カタリバ　理事
- 一般社団法人　経営学習研究所　理事
- 研究室ブログにて人材開発・組織開発の話題を発信： http://www.nakahara-lab.net/